# Maison des Templiers de Coulmier-le-Sec
Pour les articles homonymes, voir Maison des Templiers.
La maison des Templiers est un édifice monacal catholique, une commanderie templière puis hospitalière située à Coulmier-le-Sec en Côte-d'Or en France.

## Localisation
La maison des Templiers est située au centre du chef-lieu de Coulmier-le-Sec.

## Historique
L'édifice construit au XIIIe siècle a été remanié au XVIe siècle. La façade donnant sur la rue et la partie du bâtiment comprise derrière la façade est classé au titre des monuments historiques le 2 octobre 1945. Le bâtiment est une propriété privée.

### Les Templiers et les Hospitaliers
L'unique mention de la présence des Templiers à Coulmier-le-Sec se rapporte à un moulin pour lequel ils devaient un cens au seigneur du lieu en 1289 et qu'ils remettent en état l'an 1300.
Concernant la période des Hospitaliers de l'ordre de Saint-Jean de Jérusalem, les archives relatives à cette maison sont conservées aux archives départementales de la Côte d'Or.

## Architecture
La façade arrière présente un escalier et une loggia.